# Pilot 120 SE
Pilot 120 SE är en svensk lotsbåt som byggdes 2003 som Tjb 120 av Marine Alutech Oy Ab i Tykö i Finland för Sjöfartsverket i Norrköping. Tjb 120 stationerades vid Kapellskärs lotsplats, Norrtälje. År 2005 döptes båten om till Pilot 120 SE.